# Allium multibulbosum
Allium multibulbosum — вид рослин з родини амарилісових (Amaryllidaceae); поширений на півдні Європи, у Середземноморських областях Африки й Азії.

## Опис
Листочки оцвітини довгасті, від білих до рожево-кармінових. Тичинкові нитки такого ж кольору, як і листочки оцвітини.

## Поширення
Поширений на півдні Європи, у Середземноморських областях Африки й Азії.